# Tanghua (sockenhuvudort i Kina, Hunan Sheng, lat 29,37, long 111,87)
Tanghua är en sockenhuvudort i Kina. Den ligger i provinsen Hunan, i den södra delen av landet, omkring 170 kilometer nordväst om provinshuvudstaden Changsha. Antalet invånare är 14 558. Befolkningen består av 7 151 kvinnor och 7 407 män. Barn under 15 år utgör 14,0 %, vuxna 15-64 år 72 %, och äldre över 65 år 12,0 %.
Runt Tanghua är det tätbefolkat, med 511 invånare per kvadratkilometer. Närmaste större samhälle är Zhoujiadian, 14,0 km söder om Tanghua. Trakten runt Tanghua består till största delen av jordbruksmark.
Genomsnittlig årsnederbörd är 1 706 millimeter. Den regnigaste månaden är maj, med i genomsnitt 303 mm nederbörd, och den torraste är december, med 32 mm nederbörd.